# أليسيا باريت
أليسيا باريت (بالإنجليزية: Alicia Barrett) هي منافسة ألعاب القوى بريطانية، ولدت في 25 مارس 1998 في تشيسترفيلد في المملكة المتحدة.

## وصلات خارجية
- أليسيا باريت على موقع الاتحاد الدولي لألعاب القوى (الإنجليزية)